# Ofusato
Ofusato (承察度 (Thừa Sát Độ) 1337–1398) là vị vua đầu tiên của vương quốc Nam Sơn (Nanzan), một vương quốc ở cực nam hòn đảo Okinawa. Ofusato nguyên là án tư của Ōzato dưới thời vương triều Anh Tổ, tự xưng là đời thứ năm của vua Eiso. Năm 1337, ông lập quốc Nam Sơn và đóng đô tại thành Ozato. Căn cứ theo Minh thực lục, năm 1383, Ofusato đã cử sứ thần sang triều cống nhà Minh. Năm 1385, được nhà Minh phong làm Nam Sơn Vương, ban cho ấn mạ bạc. Ofusato chết khi đang ở Triều Tiên, anh trai là Yafuso đã giành lấy quyền lực và tìm kiếm sự công nhận chính thức từ Trung Quốc.